# Mrdanga

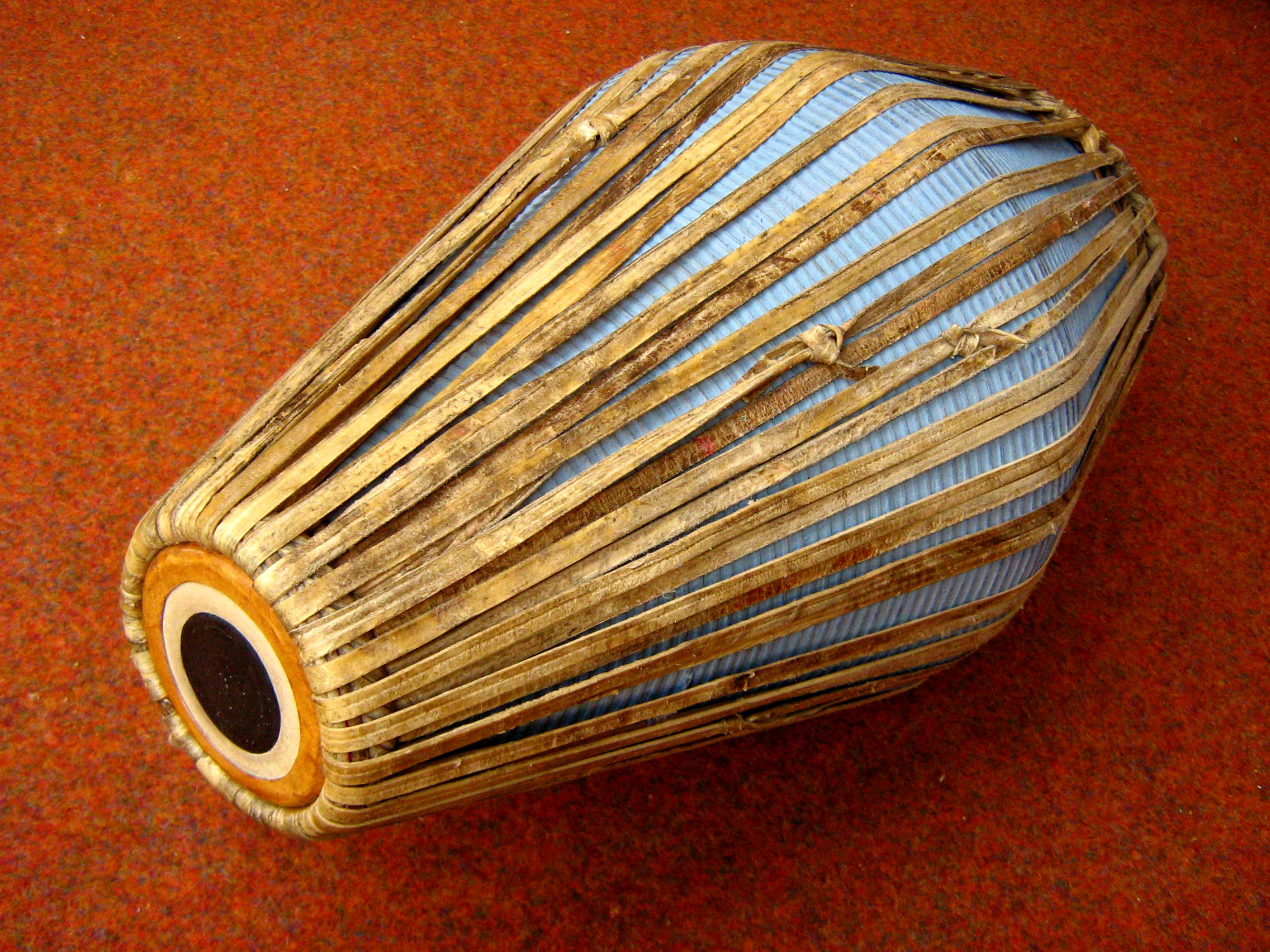
Mridanga

Mrdanga, mridanga ou khol é um tambor originário do leste da Índia, feito de terracota e couro, usado normalmente no acompanhamento de música devocional hindu (bhakti). É tocado com os dedos e as palmas das mãos e emite som em suas duas extremidades: no lado menor, são produzidos sons agudos e, no maior, sons graves. Pode ser tocado tanto em pé – em procissões ou enquanto se dança, com o tambor preso ao corpo por uma correia – quanto sentado, com o instrumento posto sobre as pernas.